# 归潜志
《歸潛志》凡十四卷，劉祁著。

## 简介
刘祁是金朝太学生，屡试不第，後元兵入汴京，亲睹战争之残忍。是書為劉祁於壬辰（1232年）北還，“因暇日记忆，随得随书”，以“歸潛”稱書室，遂以為書名。《歸潛志》卷一至卷六為金代人物小傳，記有趙秉文、李純甫、杨云翼、雷淵、麻九疇等一百二十三位文人言行及诗文，卷七至卷十是杂记轶事，卷十一记金哀宗亡国始末，多作者親眼所見。卷十二《辩亡》分析金朝亡国的原因，他认为贞祐南渡后，宣宗“偏私族类，疏外汉人，其机密谋谟，虽汉相不得预……此所以启天兴之亡也。”卷十三、十四为杂说，多個人感言。元代修《金史》，多采此書，“兩者之行文、取材等相同者，隨處可見”，又如《归潜志》共涉及金代人物四百餘人，可補《金史》之不足。
《歸潛志》亦有諸多名句流傳，如首卷一开篇就记载了海陵王完颜亮为蕃王时诗: “大柄若在手，清风满天下”，卷七曰：“古人谓十年窗下无人问，一举成名天下知。”《归潜志》對文學亦有不凡之見解，如卷十三言：“唐以前诗在诗，至宋则多在长短句，今之诗在俗间俚曲。”

## 版本
本書於元朝至大年间由刘祁同乡孙和伯首次刊行。另有《知不足斋丛书》本、《学海类编》本。1983年中华书局刊行崔文印点校本。